# Neunkirchen (huyện Áo)
Bezirk Neunkirchen là một huyện của bang của Hạ Áo ở Áo. Huyện này nằm ở đông nam bang Hạ Áo.

## Các đô thị
- Altendorf

Parts của village: Altendorf, Loitzmannsdorf, Schönstadl, Syhrn, Tachenberg
- Aspang-Markt
- Aspangberg-Sankt Peter

Parts của village: Großes Amt, Kleines Amt, Neustift am Alpenwald, Neuwald
- Breitenau
- Breitenstein
- Buchbach
- Bürg-Vöstenhof

Parts của village: Bürg, Vöstenhof
- Edlitz
- Enzenreith

Parts của village: Enzenreith, Hart, Hilzmannsdorf, Köttlach, Thürmannsdorf, Wörth
- Feistritz am Wechsel

Parts của village: Feistritz am Wechsel, Grottendorf, Hasleiten, Hollabrunn
- Gloggnitz

Parts của town: Abfaltersbach, Aue, Berglach, Eichberg, Gloggnitz (with Furth and Gföhl), Graben, Heufeld, Saloder, Stuppach, Weißenbach
- Grafenbach-Sankt Valentin

Parts của village: Göttschach, Grafenbach, Ober-Danegg, Penk, St. Valentin-Landschach
- Grimmenstein

Parts của village: Grimmenstein, Hochegg
- Grünbach am Schneeberg

Parts của village: Grünbach am Schneeberg, Neusiedl am Walde
- Höflein an der Hohen Wand

Parts của village: Oberhöflein, Unterhöflein, Zweiersdorf
- Kirchberg am Wechsel

Parts của village: Alpeltal, Kirchberg (with Au, Markt, Molz, Rammergraben, Sachsenbrunn, Sellhof, Stein, Tratten, Weyer, Wieden Wiese), Kranichberg (with Baumtal, Eselberg, Friederdorf, Kiengraben, Oberer Kirchbgraben, Kreith, Kreithberg, Pucha, Pyhra, Rams), Lehen (Ortsteile Nebelsbach, Steinbach), Molzegg (with Kampsteiner Schwaig, Kreuzbauern, Molz, Steyersberger Schwaig), Ofenbach (with Eigenberg, Wieden)
- Mönichkirchen

Parts của village: Am Hartberg, Feldbauern, Mönichkirchner Schwaig, Pfeffergraben, Tauchen, Unterhöfen
- Natschbach-Loipersbach

Parts của village: Natschbach, Loipersbach (with Lindgrub)
- Neunkirchen

Parts của town: Neunkirchen (with Innere Stadt, Tal, Steinplatte, Mühlfeld, Au, Steinfeld, Lerchenfeld, Blätterstraßensiedlung), Mollram, Peisching
- Otterthal
- Payerbach

Parts của village: Geyerhof, Kreuzberg, Küb, Mühlhof, Payerbach, Pettenbach, Schmidsdorf, Schlöglmühl, Werning
- Pitten

Parts của village: Pitten, Sautern, Leiding-Inzenhof
- Prigglitz

Parts của village: Gasteil, Prigglitz, Stuppachgraben
- Puchberg am Schneeberg

Parts của village: Knipflitz, Losenheim, Puchberg, Rohrbachgraben, Schneebergdörfl, Sonnenleiten, Stolzenwörth
- Raach am Hochgebirge

Parts của village: Egg, Raach am Hochgebirge, Schlagl, Sonnleiten, Wartenstein
- Reichenau an der Rax

Parts của village: Edlach, Grünsting, Hirschwang, Klein- und Großau, Prein, Reichenau
- Scheiblingkirchen-Thernberg

Parts của village: Gleißenfeld, Reitersberg, Scheiblingkirchen, Thernberg, Witzelsberg
- Schottwien

Parts của village: Göstritz, Greis, Schottwien
- Schrattenbach

Parts của village: Greith, Gutenmann, Hornungstal, Rosental, Schrattenbach
- Schwarzau am Steinfeld

Parts của village: Guntrams, Schwarzau am Steinfeld
- Schwarzau im Gebirge

Ortsteile: Gegend, Naßwald, Preintal, Vois
- Seebenstein

Parts của village: Schiltern, Seebenstein, Sollgraben
- Semmering
- Sankt Corona am Wechsel
- Sankt Egyden am Steinfeld

Parts của village: Gerasdorf am Steinfeld, Neusiedl am Steinfeld, Saubersdorf, St. Egyden am Steinfeld, Urschendorf
- Ternitz

Parts của village: Dunkelstein, Flatz, Mahrersdorf, Pottschach, Putzmannsdorf, Raglitz, Rohrbach am Steinfelde, St. Johann am Steinfelde, Sieding,
- Thomasberg

Parts của village: Königsberg, Kulma, Sauerbichl, Thomasberg
- Trattenbach
- Warth

Parts của village: Haßbach, Kirchau, Kulm, Petersbaumgarten, Steyersberg, Thann, Warth
- Wartmannstetten

Parts của village: Diepolz, Hafning, Ramplach, Straßhof (mit den Ortsteilen Straßhof, Gramatl, Weibnitz), Unter-Danegg und Wartmannstetten
- Willendorf

Parts của village: Dörfles, Rothengrub, Strelzhof, Willendorf
- Wimpassing im Schwarzatale
- Würflach

Parts của village: Hettmannsdorf, Wolfsohl, Würflach
- Zöbern

Parts của village: Grünhöfen, Kampichl, Maierhöfen, Pichl, Schlag, Stübegg, Zöbern